# الكرتون (الرضمة)

تعديل مصدري - تعديل

الكرتون محلة تابعة لقرية شعب العبيدي، التابعة لعزلة عجيب بمديرية الرضمة إحدى مديريات محافظة إب في الجمهورية اليمنية.، بلغ تعداد سكانها 25 حسب تعداد اليمن لعام 2004.